# Dionisio (papa)
Dionisio (Grecia, ¿?-Roma,  26 de diciembre de 268) fue el 25.º papa de la Iglesia católica desde 259 hasta 268. Su fiesta se celebra el día de su muerte, el 26 de diciembre.
Tras la muerte del papa Sixto II, la sede papal permaneció vacante durante casi un año debido a las persecuciones que contra los cristianos había desatado el emperador Valeriano.
Sacerdote de gran reputación en la Iglesia oriental, Dionisio se trasladó a Roma como presbítero durante el pontificado de Esteban I destacando en esta etapa en la controversia que vivía la Iglesia por la cuestión de los lapsi, aquellos cristianos que por miedo al martirio habían apostatado de su fe en Cristo.
Combatió el Modalismo, doctrina que siguiendo las enseñanzas de Sabelio proponía que las tres personas de la Trinidad no eran sino una cuestión de nombres, distintos modos de nombrar a un único Dios.  También se enfrentó a los subordinacionistas, quienes presentaban al Hijo como un ser creador.
Pero el hecho más relevante de su pontificado fue su enfrentamiento con su homónimo, el obispo de Alejandría, Dionisio,  a quien exigió que aclarase su posición sobre la acusación que pesaba contra él de haber hecho unas declaraciones heréticas respecto a la doctrina trinitaria al defender el triteísmo, doctrina que propugnaba la separación de las tres personas de la Trinidad en tres deidades distintas. Este enfrentamiento que se conoce en la historia como "la controversia de los dos Dionisios", dio lugar a un intercambio de correspondencia entre Roma y Alejandría en la que Dionisio de Alejandría escribió su “Apología y Refutación”, defendiendo la ortodoxia de sus ideas al reducir el problema a una simple cuestión semántica entre los cristianos orientales que usaban como lengua litúrgica el griego y los cristianos occidentales que usaban el latín.
Dionisio reorganizó las parroquias romanas y obtiene de Galieno libertad para los cristianos.
San Dionisio murió el 26 de diciembre de 268 y fue enterrado en las Catacumbas de San Calixto.